# Horst Schiereck

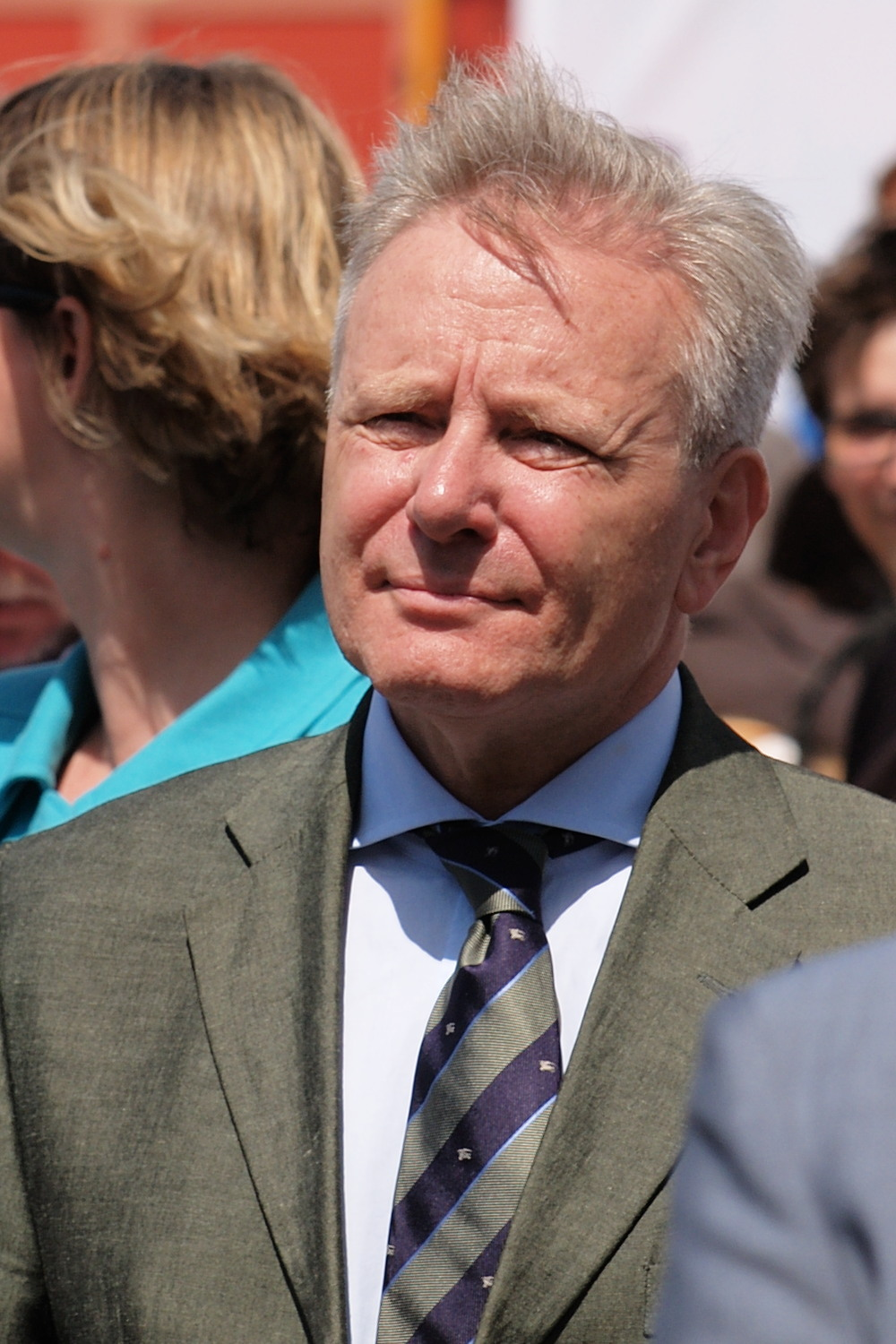
Horst Schiereck, 2010

Horst Schiereck (* 12. Juli 1948 in Bochum) ist ein deutscher Politiker (SPD). Er war von 2004 bis 2015 Oberbürgermeister der Stadt Herne.

## Leben
Schiereck ist von Beruf Gymnasiallehrer für Deutsch und Sozialwissenschaften und schloss sich der SPD an. Er ist verheiratet und hat zwei Kinder. In seinem Beruf unterrichtete er zunächst am Pestalozzi-Gymnasium Herne, dann als Oberstudienrat an der Mont-Cenis-Gesamtschule in der Stadt.

## Abgeordneter
Schiereck war seit 1984 Ratsmitglied der Stadt Herne, und dort bis 1989 Vorsitzender des Umweltausschusses und von 1994 bis 2004 Vorsitzender der SPD-Fraktion.

## Öffentliche Ämter
Schiereck war von 1979 bis 1984 Bezirksvorsteher im Stadtbezirk Eickel und war von 2004 bis zum 20. Oktober 2015 Oberbürgermeister der Stadt Herne. Bei der Stichwahl am 10. Oktober 2004 erreichte er mit 63,2 % das beste Wahlergebnis eines SPD-Kandidaten bei dieser Kommunalwahl in Nordrhein-Westfalen überhaupt. Als Oberbürgermeister Hernes war Horst Schiereck Mitglied im Vorstand des RVR. Außerdem war er stellvertretender Vorsitzender der SPD-Fraktion in der RVR-Verbandsversammlung. Horst Schiereck wurde am 30. August 2009 mit 59,3 % der Stimmen, erstmals für eine Amtsperiode von sechs Jahren, als Oberbürgermeister bestätigt.